# Ciukva, Sambir
Ciukva (în ucraineană Чуква) este localitatea de reședință a comunei Ciukva din raionul Sambir, regiunea Liov, Ucraina.

## Demografie
Componența lingvistică a localității Ciukva
     Ucraineană (97,14%)
     Alte limbi (0,79%)
Conform recensământului din 2001, majoritatea populației localității Ciukva era vorbitoare de ucraineană (97,14%), existând în minoritate și vorbitori de polonă (2,08%).